# 8458 Georgekoenig
8458 Georgekoenig è un asteroide della fascia principale. Scoperto nel 1981, presenta un'orbita caratterizzata da un semiasse maggiore pari a 2,2664190 UA e da un'eccentricità di 0,1416148, inclinata di 3,69163° rispetto all'eclittica.